# Auston Trusty
Auston Trusty (Media, 1998. augusztus 12. –) amerikai válogatott labdarúgó, az angol Sheffield United hátvédje.

## Pályafutása

### Klubcsapatokban
Trusty a Pennsylvania állambeli Media községben született. Az ifjúsági pályafutását a Philadelphia Union akadémiájánál kezdte.
2018-ban mutatkozott be a Philadelphia Union észak-amerikai első osztályban szereplő felnőtt keretében. 2020-ban a Colorado Rapidshoz igazolt. Először a 2020. július 18-ai, Sporting Kansas City ellen 3–2-re elvesztett mérkőzés 62. percében, Nicolas Benezet cseréjeként lépett pályára. Első gólját 2021. szeptember 30-án, az Austin ellen hazai pályán 3–0-ás győzelemmel zárult találkozón szerezte meg. 2022. január 31-én szerződést kötött az angol első osztályban érdekelt Arsenal együttesével. 2022 és 2023 között a Colorado Rapids és a Birmingham City csapatát erősítette kölcsönben. 2023. augusztus 3-án a Sheffield Unitedhez írt alá.

### A válogatottban
Trusty az U17-es és az U20-as korosztályú válogatottakban is képviselte Amerikát.
2023-ban debütált a felnőtt válogatottban. Először a 2023. március 24-ei, Grenada ellen 7–1-es győzelemmel zárult mérkőzésen lépett pályára.

## Statisztikák
2023. május 8. szerint
| Klub                         | Szezon   | Osztály      | Bajnokság | Bajnokság | Kupa  | Kupa | Nemzetközi | Nemzetközi | Összesen | Összesen |
| Klub                         | Szezon   | Osztály      | Meccs     | Gól       | Meccs | Gól  | Meccs      | Gól        | Meccs    | Gól      |
| ---------------------------- | -------- | ------------ | --------- | --------- | ----- | ---- | ---------- | ---------- | -------- | -------- |
| Philadelphia Union           | 2018     | MLS          | 35        | 1         | 5     | 0    | —          | —          | 40       | 1        |
| Philadelphia Union           | 2019     | MLS          | 22        | 1         | 0     | 0    | —          | —          | 22       | 1        |
| Philadelphia Union           | Összesen | Összesen     | 57        | 2         | 5     | 0    | 0          | 0          | 62       | 2        |
| Colorado Rapids              | 2020     | MLS          | 8         | 0         | 0     | 0    | —          | —          | 8        | 0        |
| Colorado Rapids              | 2021     | MLS          | 34        | 1         | 0     | 0    | —          | —          | 34       | 1        |
| Colorado Rapids              | 2022     | MLS          | 16        | 0         | 1     | 0    | 2          | 0          | 19       | 0        |
| Colorado Rapids              | Összesen | Összesen     | 58        | 1         | 1     | 0    | 2          | 0          | 61       | 1        |
| Birmingham City (kölcsönben) | 2022–23  | Championship | 44        | 4         | 4     | 0    | —          | —          | 48       | 4        |
| Összesen                     | Összesen | Összesen     | 159       | 7         | 10    | 0    | 2          | 0          | 171      | 7        |

### A válogatottban
| Válogatott       | Év       | Pályára lépés | Gól |
| ---------------- | -------- | ------------- | --- |
| Egyesült Államok | 2023     | 2             | 0   |
| Összesen         | Összesen | 2             | 0   |

## Sikerei, díjai
Philadelphia Union
- US Open Cup
  - Döntős (1): 2018

Amerikai U20-as válogatott
- U20-as CONCACAF-bajnokság
  - Győztes (1): 2017

Amerikai válogatott
- CONCACAF Nemzetek ligája
  - Győztes (1): 2022–23

Egyéni
- Birmingham City – Az Év Játékosa: 2022–23